# Monte Ascensione
De Monte Ascensione (1103 m) is een berg in de Italiaanse regio Marche en verheft zich zo'n 5 kilometer ten noorden van de stad Ascoli Piceno.

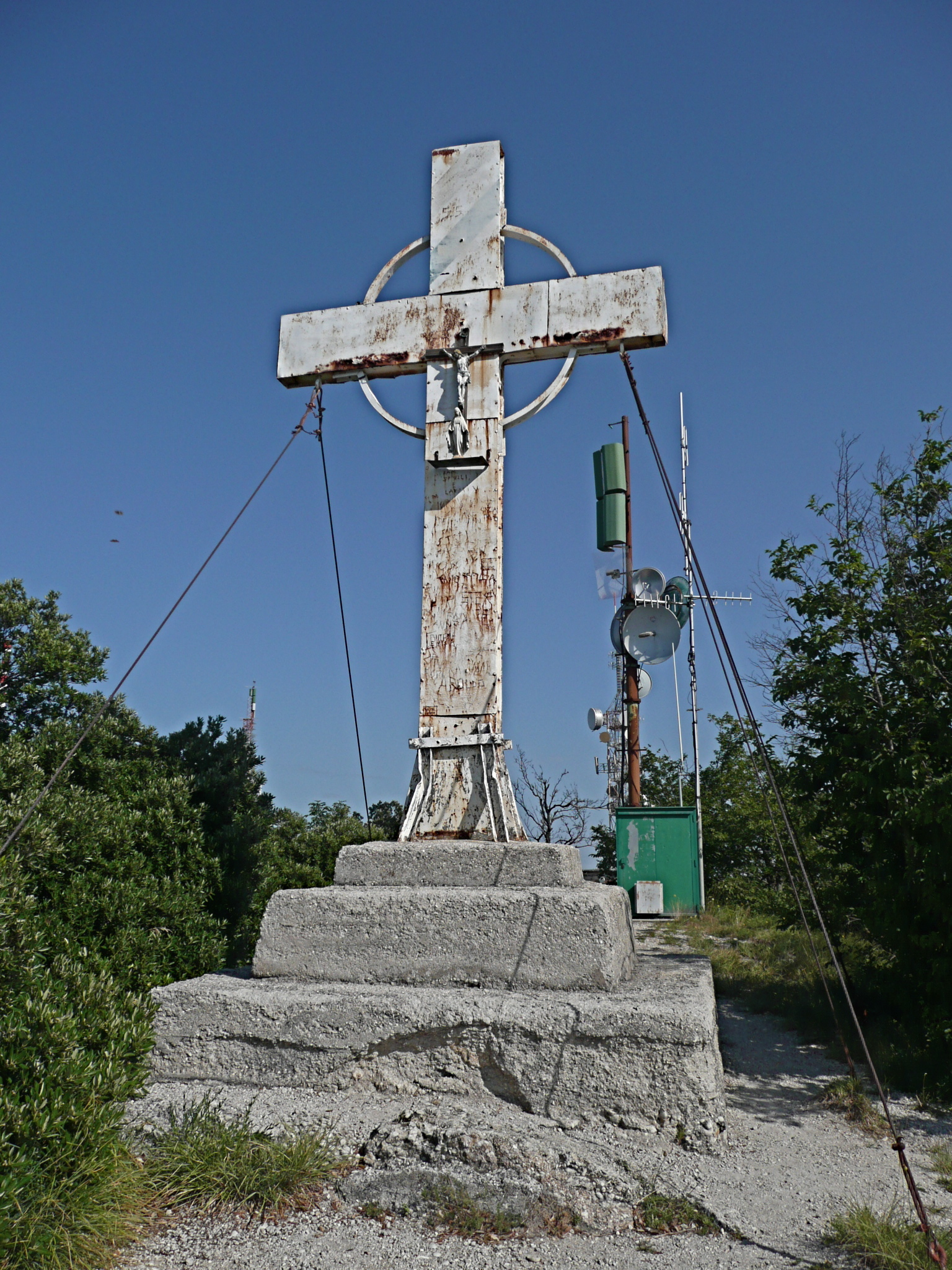
Monte Ascensione

De berg is geïsoleerd van de omringende heuvels en steekt hier enkele honderden meters boven uit. Opvallend zijn de verschillende diagonaal liggende steenlagen. Rondom de berg zijn verschillende calanchi te vinden, diepe kloven die door water uit de kalkrotsen zijn uitgesleten.
Al sinds de middeleeuwen trekt de Monte Ascensione pelgrims aan. Nog steeds wordt er ieder jaar op Hemelvaartsdag een pelgrimstocht gehouden. Het Mariabeeld afkomstig uit het dorpje Polesio aan de zuidzijde van de berg wordt die dag naar de kapel op de top gebracht